# Army of Me (canción de Christina Aguilera)
«Army of Me» —en español: «Ejército de mi»— es una canción de la cantante pop estadounidense Christina Aguilera, incluida en su quinto álbum de estudio titulado Lotus. Fue escrita por Aguilera, Jamie Hartman, David Glass, Bentley Phil, y coproducido por Tracklacers y Hartman. Se trata de un dance-pop y pop rock. Es un tema de empoderamiento de enfrentar y derrotar a los enemigos viejos, con muchas piezas de parte de ella las cuales son: "más sabio", "fuerte" y "luchadores".
Ella describió la canción como una versión actualizada de su éxito del 2002 titulada «Fighter». Aguilera se ha introducido a toda una nueva generación de fanes desde que aparece en The Voice, muchos de los cuales no están familiarizados con su trabajo pasado, por lo que ella quería que ellos tuvieran su propio himno "Fighter 2.0" (lo que sería «Army of Me»). La canción obtuvo críticas favorables por parte de los críticos de música, muchos señalando que era "pegadizo y potente" y candidato a ser un sencillo oficial en el futuro. Sin embargo algunos críticos comentaron que la canción no era nada nuevo, pero elogiaron la voz de Aguilera en la pista.
Tras el lanzamiento de Lotus, «Army of Me» debutó en la lista de popularidad Gaon Chart de Corea del Sur, en el número 103 en la semana del 11-17 de noviembre de 2012, debido a las ventas de descargas digitales de 2 689.

## Antecedentes
Después de su cuarto álbum de estudio Bionic (2010), Aguilera se divorció de su esposo Jordan Bratman, protagonizó su primer largometraje titulado Burlesque y grabó la banda sonora de la misma, se convirtió en entrenador en The Voice y colaboró con Maroon 5 en la canción «Moves like Jagger» (2011) que pasó cuatro semanas en el número 1 en los Estados Unidos de la lista Billboard Hot 100 y vendió 5,9 millones de copias, según Nielsen SoundScan. Después de estos hechos, anunció planes para grabar un nuevo álbum, declarando que la calidad es más importante que la cantidad y que ella quería encontrar "personales" canciones. Mientras trabajaba en el álbum, Aguilera escribió «Army of Me», que describió como una versión actualizada de su éxito «Fighter» diciendo que era para sus fanes más jóvenes que sólo la conocen en la serie de concurso de canto The Voice. Dijo que: "Todos estos 6 años que me conocen de empujar mi botón y girando alrededor en un gran sillón rojo que no estaban cerca de la actual «Fighter» esta es mi oportunidad para regalarle una canción nueva, rejuvenecer y hacer algo modernizada para ellos." Ella también comentó sobre la canción durante una entrevista para Billboard, calificándola nuevamente como «Fighter 2.0». y dijo: "Hay una nueva generación de fans de un grupo demográfico más joven que podría no haber estado conmigo todo el camino, pero que me ven en el show (The Voice) ahora. Siento que cada generación debe ser capaz de disfrutar y tener su pedazo de "«Fighter»" dentro de ellos".

## Estructura
«Army of Me» fue escrita por la misma Christina Aguilera, Jamie Hartman, David Glass, Phil Bentley, bajo la producción por Tracklacers y Hartan. Se trata de una canción con géneros de dance-pop y pop rock con tintes de himno de empoderamiento, con un ritmo de batería y guitarras fuertes rocosos. Líricamente, habla frente a los viejos adversarios, donde Aguilera es fuerte, resistente y determinado. En un momento, ella le pregunta: "¿Cómo te sientes al saber que yo lo golpeare a usted/que puedo derrotar". Durante el coro, canta que hay muchos aspectos de ella, que son "más sabio", "fuerte" y "luchadores". "Ahora que estoy más sabio/Ahora que soy más fuerte/Ahora que soy un luchador/hay mil caras en mí", canta sobre un ritmo con golpes, antes de bandas" vamos a subir por cada vez que me rompieron".

## Recepción

### Crítica

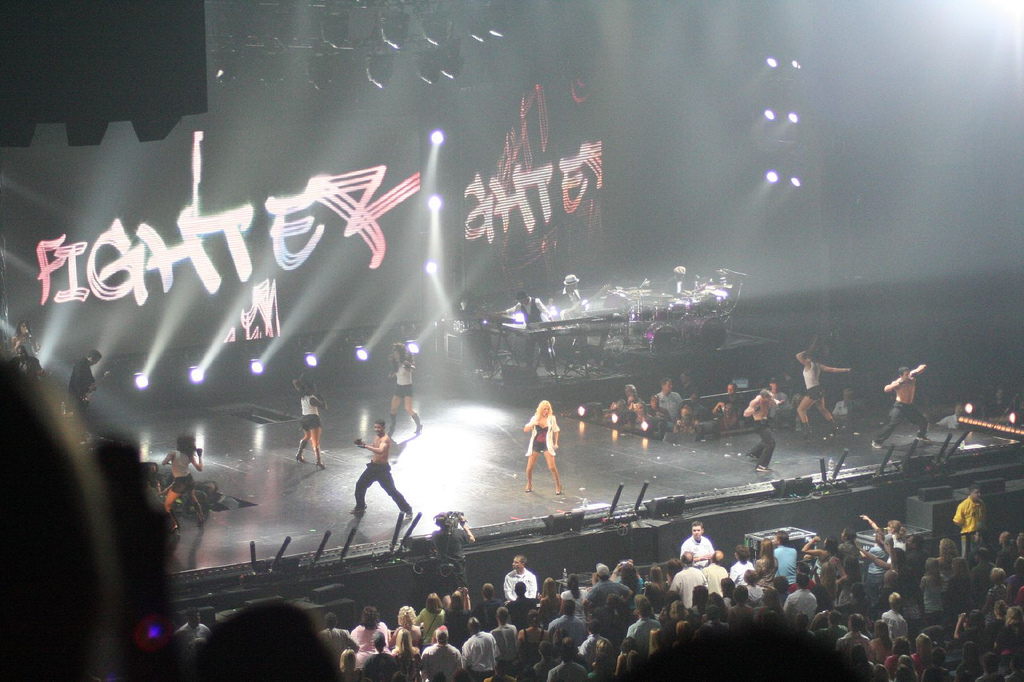
Christina Aguilera interpretando «Fighter» canción que es comparada con «Army of Me» por su letra de fortaleza.

La canción recibió críticas generalmente favorables de los críticos de música. Stephen Thomas Erlewine de Allmusic elogió la canción como uno de los temas sobresalientes del álbum. Andrew Hampp para Billboard aconseja a los oyentes a "buscar el camino para obtener un solo tratamiento pronto." Chris Younie de 4Music escribió que "Es el tipo de canción de la cantante de pop Kelly Clarkson que daría su brazo derecho. Si te gusta la caza Christina Aguilera, entonces te encantará este". Annie Zaleski de The AV Club lo llamó "un poder en la pista de baile con himno en la que interpreta el papel de la descarada tecno diva". Mientras que Sarah Rodman de The Boston Globe lo describió como un "Gloria Gaynor se encuentra con Depeche Mode y danza de la ira ". Robert Copsey para Digital Spy describió la canción como "nada que no hayamos oído hablar de ella antes, pero hay una urgencia por lo que sugiere que Christina se necesita para salir de su sistema". Mateo Horton de Virgin Media, escribió que "Army Of Me llega como una secuela de combate, declarando la guerra a través de poderosos palpitante, euro-dance ". Jeremy Thomas de 411 Mania declaró que "es una canción sobre el triunfo y el valor de la producción de dance-pop hace que sea fácil de recordar, se puede casi garantizar será un sencillo".
Melinda Newman de HitFix calificó de "valiente", pero advirtió que "lo hemos oído antes". Mike Wass de Idolator opinó que "no habría sonado fuera de lugar en su álbum Bionic (2010)", también escribió que "ella va duro en la parte vocal de lo que puede ser mejor descrito como una escasa electro-mantra. No tiene el gancho de la canción que está rindiendo homenaje, a pero es una adición peculiar al álbum". Kitty Empire de The Observer también pensaba que comparte similitudes con la canción de «Fighter» (2002) de Aguilera, ella citó la canción de Björk con el mismo nombre que otra influencia, debido a su "territorio emocional", también llamándolo un "golpeador". Melissa Maerz de Entertainment Weekly lo describió simplemente como "uno de los muchos auto-empoderamiento himnos de Lotus". Michael Gallucci de Crush Pop comentó que "Aguilera llega como Cher en la discoteca, trabajar en exceso en una melodía que no parece tener las mismas prioridades".

### Comercial
Tras el lanzamiento de Lotus, «Army of Me» debutó en la lista de popularidad Gaon Chart de Corea del Sur, en el número 103 en la semana del 11-17 de noviembre de 2012, debido a las ventas de descargas digitales de 2 689.

## Presentación en vivo

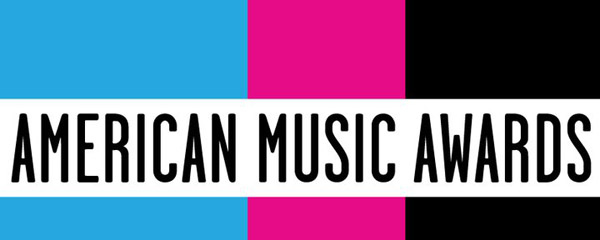
Christina Aguilera se presentó en los American Music Awards para interpretar un popurrí del álbum.

Aguilera interpretó «Army of Me» por primera vez en los American Music Awards el 18 de noviembre de 2012, en el Teatro Nokia en Los Ángeles, California. Ella interpretó la canción como parte de un popurrí de su álbum Lotus con las canciones «Lotus (Intro)» y «Let There Be Love». Gloria Estefan se encargó de presentar este acto, y luego de la presentación de Aguilera, entró Pitbull para cantar Don't Stop The Party de su álbum Global Warming y al finalizar canto un pequeño pedazo de «Feel This Moment» y entró al escenario nuevamente Christina Aguilera para acompañarlo al interpretar dicha canción. Aguilera fue anunciado como el primer acto para actuar en la ceremonia de la premiación el 19 de octubre de 2012 (pero no fue así). En una entrevista con MTV News, Aguilera reveló lo que el rendimiento y supondría la dirección creativa detrás de él:

Es muy emocionante. Es, definitivamente, va a ser un reflejo de lo que Lotus significa para mí. Si usted toma esa portada del álbum y darle un giro poco rendimiento, voy a traer esa portada del álbum a la vida, así que va a ser muy divertido. No puedo dar demasiada información sobre las canciones, pero definitivamente va a representar el disco porque el disco es muy multicapa.
Christina Aguilera.

Llevaba un atuendo completo pegado a la figura, ceñida en corsé, diseñado por The Blonds. Leah Simpson para el Daily Mail escribió que Aguilera aparece un "toque sexy en el patriotismo con un traje lleno de estrellas y consiguió unas cuantas legumbres en el conjunto de su corsé". La actuación contó con rutinas de baile y bailarines vistiendo "bolsas de tortura etiqueta "gordo", "fracasado", "reina", entre otras palabras sobre las cabezas de los bailarines". Bruna Nessif para E! Online describió la actuación como "interesante". Asimismo, señaló que el tema era similar al contenido del álbum de Lady Gaga Born This Way. La cadena televisiva y de música MTV señaló la presentación de Christina como la mejor de la noche.

## Listas de popularidad 2012
| País          | Lista      | Posición más alta |
| ------------- | ---------- | ----------------- |
| Corea del Sur | Gaon Chart | 103               |

## Créditos y personal
Grabación
- Grabado en Henson Recording Studios, Hollywood, California; Radley Studios, Los Ángeles, California.
- Voz grabada en The Red Lip's Room, Beverly Hills, CA.

Personal
- Escritores - Christina Aguilera, Jamie Hartman , David Glass, Phil Bentley
- Producción - Tracklacers , Hartman * (coproductor)
- Programación - Steve Daly, John Mantenga
- Organizar - Hartman
- Grabación - Justin Stanley
- Vocal de grabación - Oscar Ramírez

Créditos adaptación son tomadas del libreto del álbum Lotus, RCA Records.